# Джейкоб Андерсон
Джейкоб Андерсон (англ. Jacob Anderson; нар. 18 червня 1990, Лондон, Англія, Велика Британія) — англійський актор і музикант, який відомий телеглядачам роллю Сірого Хробака в серіалі «Гра престолів».

## Біографія
Джейкоб Андерсон народився в Бристолі, Велика Британія. Коли хлопчику було 18 місяців батьки розлучилися. З того часу Джейкоб ріс з татом, мачухою та зведеною сестрою, але рідна мама також брала участь у вихованні. Батько Андерсона виріс у Бристолі, а його батьки походять з Карибів. Він змінив багато робіт, щоб забезпечувати сім'ю та зупинився на професії спеціаліста з послуг ритуальних послуг. Джейкоб бачив себе як автор пісень та продюсер, але його вчитель підштовхнув юнака співати. Андерсон у 17 років переїхав у Лондон, щоб почати кар'єру співака.

## Кар'єра
Акторську кар'єру Андерсон розпочав з епізодичних ролей у серіалах і появах у телевізійних фільмах. У 2008 він знявся в британській кримінальній драмі «Зрілість». У трилері 2010 року «Чат» у актора була роль другого плану Сі. У стрічці «Демони ніколи не помруть» Джейкоб з'явився в образі складного підлітка. Після участі у низці серіалів, зокрема «Скінс», «Серії», у 2012 актор приєднався до акторського складу телепроєкту «Гра престолів», а також знявся у кримінально-драматичному серіалі «Бродчорч» і комедійному проекті «Імітатор». У 2017 році Андерсон приєднався до акторського складу фільму «Оверлорд».
Свою акторську кар'єру Джейкоб Андерсон поєднує з музичною. У 2013 він підписав контракт з Columbia Records, а трьома роками пізніше випустив перший альбом «You're a Man Now, Boy».

## Фільмографія
| Рік       |    | Українська назва               | Оригінальна назва             | Роль                |
| --------- | -- | ------------------------------ | ----------------------------- | ------------------- |
| 2003      | кф | Акула в басейні                | Pool Shark                    | плавець             |
| 2007      | с  | Лікарі                         | Doctors                       | Раян Гарві          |
| 2007      | с  | Суто англійське вбивство       | The Bill                      | Клейтон Форче       |
| 2007      | с  | Свистуни                       | The Whistleblowers            | Ентоні Джеймс       |
| 2008      | с  | Портал юрського періоду        | Primeval                      | Люсьєн              |
| 2008      | тф | Західний Лондон, 10            | West 10 LDN                   | Бенджи              |
| 2008      | с  | Катастрофа                     | Casualty                      | Дом Парк            |
| 2008      | тф | Речі, про які я тобі не сказав | The Things I Haven't Told You | Денні Рей           |
| 2008      | ф  | Зрілість                       | Adulthood                     | Омен                |
| 2008      | с  | Привиди                        | Spooks                        | Дін Мітчелл         |
| 2009      | тф |                                | Gunrush                       | Лео                 |
| 2010      | ф  | Чат                            | Chatroom                      | Сі                  |
| 2010      | тф | Королівське весілля            | Royal Wedding                 | Веслі               |
| 2010      | ф  | 4.3.2.1.                       | 4.3.2.1.                      | Анджело             |
| 2011      | с  | Несправедливість               | Injustice                     | Саймон              |
| 2011      | с  | У шахрайстві                   | Outnumbered                   | збиральник пожертви |
| 2011      | ф  | Демони ніколи не помруть       | Demons Never Die              | Сачін               |
| 2011      | кф | Рій                            | The Swarm                     | Келвін              |
| 2012      | с  | Скінс                          | Skins                         | Раян                |
| 2012      | с  | Безмовний свідок               | Silent Witness                | Дейв                |
| 2012      | с  | Серії                          | Episodes                      | Кевін               |
| 2012      | ф  | Злочинець                      | Offender                      | Патрік              |
| 2012      | с  | Бівер Фоллс                    | Beaver Falls                  | Ренді               |
| 2012      | ф  | Падіння                        | Comedown                      | Ллойд               |
| 2012      | кф | Паперові гори                  | Paper Mountains               | юнак                |
| 2013      | с  | Бродчорч                       | Broadchurch                   | Дін Томас           |
| 2013—2014 | с  | Імітатор                       | The Mimic                     | Стів Кумбс          |
| 2013—2019 | с  | Гра престолів                  | Game of Thrones               | Сірий Черв'як       |
| 2017      | кф |                                | The Super Recogniser          |                     |
| 2018      | ф  | Оверлорд                       | Overlord                      | Доусон              |
| 2021—2022 | с  | Доктор Хто                     | Doctor Who                    | Віндер              |
| 2022      | с  | Інтерв'ю з вампіром            | Interview with the Vampire    | Луї де Пуант-дю-Лак |